# 宗春ロマン隊
宗春ロマン隊（むねはるロマンたい）は、徳川宗春の墓碑が太平洋戦争時に受けた焼夷弾の傷を修復するために結成された会である。

## 宣伝活動
墓碑修復が終了した平成期には「1億人に徳川宗春公を知ってもらう」ことを目標とした。舟橋幸男と舟橋幸恵が中心となり活動を開始した。徳川宗春の仏教愛思想と徳川宗春経済自由化風俗経済理論の徳川宗春を思考を広める徳川宗春名古屋市民宣伝組織で20代若者から80歳以上の老人が集まり結成された。名古屋城内にて宗春おもち祭りや名古屋市内の錦通りを遊歩道にして宗春道中など多数の徳川宗春宣伝活動を実施。NHK大河ドラマの誘致を河村たかし名古屋市長と共に行う。2011年（平成23年）にNPO法人格となる。